# Közép-tiszai Tájvédelmi Körzet
A Közép-tiszai Tájvédelmi Körzet területe 9455,6 hektár, ebből fokozottan védett 833 hektár. A Tájvédelmi körzet a Hortobágyi Nemzeti Park Igazgatósága alá tartozik.

## Fekvése
A fokozottan védett terület a Pélyi madárrezervátumot, az Óballai és a Vezsenyi Természetvédelmi Területet, valamint a tiszakécskei partifecsketelepet foglalja magában.

## Jellemzői
A Közép-tiszai Tájvédelmi Körzet a Natura 2000 hálózatba tartozik, mind az élőhelyirányelv, mind a madárvédelmi irányelv szerint, beleértve a védelemre tervezett tiszajenői és kőtelki területeket is. A folyószabályozás és a mentett oldal felszántása miatt az egykori ártér természetes élővilága a Tisza-völgy nagy részén a hullámtérre szorult vissza. Sajnos a hullámtér jelentős részét is tájidegen növények, például nemesnyár ültetvények foglalják el. Az iparszerű növénytermesztés és az istállózó állattartás háttérbe szorították az ártéri gazdálkodás hagyományos formáit (halászat, legelő- és rétgazdálkodás, méhészet, ártéri gyümölcsészet stb.), pedig ezek a biológiai sokféleség megőrzésével összeegyeztethetőek lennének.

## Növény- és állatvilág

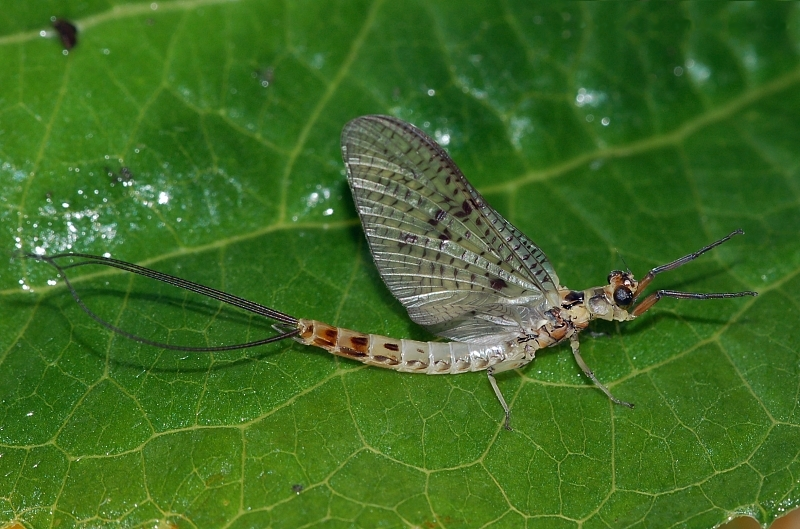
Tiszavirág

A Tisza Kisköre és Tiszaug közötti hullámterén 1978-ban létrehozott tájvédelmi körzet 9500 hektáron őrzi a szabályozások után, mintegy száz év alatt kialakult másodlagos tájat. Ezen belül a pélyi madárrezervátum, az Óballai- és a Vezsenyi Természetvédelmi Terület, majd a tiszakécskei partifecsketelep fokozottan védett.
Fűz-nyár ligeterdők és az általuk körülölelt hullámtéri rétek váltakoznak. A holtágak nemcsak a folyó hajdani kanyargásait mutatják, hanem a régi letűnt hatalmas mocsárvilág utolsó tanúi. Laposok, feltöltődött fattyúágak mocsárrétjeinek tavasszal gyorsan felmelegedő sekély vizei a békák szaporodóhelyei.
A Tájvédelmi Körzetben élő nagyszámú védett és fokozottan védett növény- és állatfaj közül feltétlen említésre méltó a nyári tőzike, a Tisza-parti margitvirág hatalmas virágtömege. Nyár elején megkapó látvány a tiszavirág rajzása. Fokozottan védett madaraink közül fészkel itt a fekete gólya, a rétisas, valamint a barna kánya. Az emlősök közül a vizek környékén szórványosan előfordul a vidra, míg a vadmacska, valamint a cickányok és a denevérek számos faja általánosan elterjedtnek mondható. A Tisza-tó megépülése után megtelepedtek a gémek, kárókatonák és a kerecsensólyom.

## Kulturális értékek

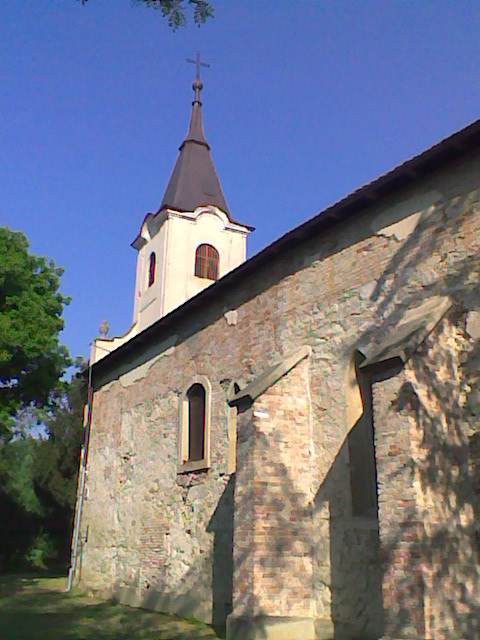
A tiszasülyi római katolikus templom

- Szolnok, Damjanich Múzeum: a helybéli emberek életével ismerkedhetünk meg az őskortól napjainkig.
- Millér, Vizügyi Múzeum: egy ipari műemlékké nyilvánított múlt századbeli gőzszivattyú épületében került elhelyezésre
- Tiszaföldvár, Földrajzi Múzeum: főleg természetföldrajzi, régészeti, néprajzi és helytörténeti anyaggal várja látogatóit.
- Tiszasüly, római katolikus templom: 1490-ben épült gótikus stílusban.
- Tiszaroff, református templom: Épült 1775-ben, érdekessége, hogy e vidéken teljesen szokatlanul külön harangtornya van, amely 1762-ben épült.
- Fegyverneki Csonkatorony, 1480 körül épült gótikus stílusban.
- Szolnokon a belvárosi ferencesrendi nagytemplom barokk stílusban, több fázisban 1736- tól 1758-ig épült. Valamivel korábban, 1749-ben fejezték be az Ady Endre út és a Kápolna út sarkán épült fogadalmi kápolnát.
- Tiszasülyön a sajfoki gőzszivattyú, mely 1878-ban eredeti angol gőzgéppel és szivattyúval épült, majd 1888-ban már magyar gyártmányú berendezésekkel bővítették.
- A szolnoki Milléri Szivattyútelep 1895 és 1998 között épült. Üzemen kívül helyezését követően szerkezetét megbontották, s ezért ma már üzemképtelen. Épületében található a Vízügyi Múzeum.
- Emlékoszloppal egyedül Tiszavárkonyban jelölték meg az állítólagos helyet, ahol 1059-ben I. András és Béla herceg között a "kard és korona" jelenet lejátszódott.
- 1514-ben Dózsa serege a várkonyi réven kelt át a Tiszán, s a túlparti Varsányról számos legény csatlakozott a hadba vonulókhoz. A cibakházi Tisza-parton 1849. február 24-én zajlott le a cibakházi csata, ahol átmenetileg Leiningen tábornok is fogságba esett.

## Külső hivatkozások
- A Hortobágyi Nemzeti Park honlapja
- Közép-Tisza-vidéki Környezetvédelmi, Természetvédelmi és Vízügyi Felügyelőség